# Hevesi Ferenc
Hevesi Ferenc, születési és 1905-ig használt nevén Handler Ferenc (Lugos, 1898. július 15. – Honolulu, Hawaii, 1952. március 29.) székesfehérvári főrabbi. Apja Hevesi Simon (1868–1943) rabbi, nagyapja Handler Márk (1837–1911) rabbi volt.

## Élete
Hevesi Simon és Bródy Janka fia. 1912 és 1921 között az Országos Rabbiképző Intézet növendéke volt. 1921-ben írta doktori disszertációját, melynek címe a Philosophiai elemek Száadja gáon arab bibliafordításaiban és kommentárjaiban volt. 1922-ben rabbivá avatták, s ugyanebben az évben megválasztották a székesfehérvári neológ hitközség főrabbijának. 1930-ban a Dohány utcai zsinagóga rabbijává, majd 1943-ban – édesapja halála – után főrabbivá választották. 1939 és 1946 között az Országos Rabbiképző Intézetben tanított. A háború alatt bujkált, majd a felszabadulást követően a Joint Distribution Committee meghívására körutat tett Angliában és Amerikában, hogy a magyar zsidóság számára támogatást és segítséget szerezzen. Egy magyarországi barátja figyelmeztetésére nem tért vissza Budapestre. Az USA-ban telepedett le, majd hamarosan Hawaiire költözött, ahol elvállalta a honolului hitközség vezetését. A Georgetowni Egyetemen állást ajánlottak számára az újonnan alakult sémi filológiai tanszéken, de az Egyesült Államokba való visszatérése előtt szívroham következtében elhunyt. Kiváló szónokként tartották számon. Hittudományi munkái magyarul és héberül is megjelentek.

## Magánélete
Felesége Rottenstein Magdolna volt, Rottenstein Móric és Herzfeld Sarolta lánya, akivel 1922. november 2-án Budapesten, az Erzsébetvárosban kötött házasságot.

## Művei
- A Jelenések könyvéből, Budapest: Korvin Nyomda, 1924.
- Hagada, Budapest: Stemmer Kiadás, 1924. (A peszach hagáda fordítása)
- Szenvedés, igazság: Hevesi Ferenc tanulmányai, Székesfehérvár: Csitáry Nyomda, 1928.
- Fohász: zsidó nők imakönyve, Budapest: Steiner Kiadás, 1930.
- A zsidóság és a világpolitika: Benjamin Segel emlékezetének, Budapest: Neuwald Nyomda, 1931.
- Száadja gáon vallásbölcseleti eszméi arabs bibliafordításai és magyarázatai tükrében, Budapest: Magyar Zsidó Szemle Kiadása, 1933.
- Egy élet útja: Reverend Doubleweight változásai: regény, Budapest: Gewürcz F. Nyomdája, 1939.
- Az ókor zsidó bölcselete, Budapest: Izraelita Magyar Irodalmi Társulat, 1943. (a Kohelethről és Jób könyvéről szóló tanulmányokat írta Hevesi Simon)
- Zsidó hatás nyomai a mormon vallás tanaiban, Budapest: Neuwald Nyomda, 1946.

A fentieken kívül kisebb cikkei is megjelentek izraelita felekezeti lapokban.